# Desa Panujah
Desa Panujah är en administrativ by i Indonesien.   Den ligger i provinsen Jawa Tengah, i den västra delen av landet, 270 km öster om huvudstaden Jakarta. Desa Panujah ligger vid sjön Waduk Cacaban.